# ماك راي إدواردز
ماك راي إدواردز (بالإنجليزية: Mack Ray Edwards) هو قاتل متسلسل أمريكي، ولد في 17 أكتوبر 1918 في أركنساس في الولايات المتحدة، وتوفي في 30 أكتوبر 1971 في مقاطعة مارين في الولايات المتحدة بسبب شنق.